# 鄭熙嘏
郑熙嘏（？—？）字洛三，山东日照人，清末官员。

## 生平
光绪五年，郑熙嘏中举人。后任山东掖县知县。是日照县后村“一门三举人”中的老二（老大郑熙瑞光绪二年中举，任湖北宁远县知县；郑熙嘏之父郑忠厚的继子郑熙志继郑熙嘏之后又中举）。

## 著作
- 郑熙嘏评刻，惜余轩古文钞四卷，清光绪三十年刻本[1]